# مارات اسماعیلوف
آرارات مسکو
مارات نایلویچ اسماعیلوف (روسی: Марат Наилевич Измайлов؛ زادهٔ ۱۹ دسامبر) بازیکن فوتبال اهل روسیه است.
پست تخصصی این بازیکن هافبک راست است اما به عنوان هافبک هجومی نیز بازی می‌کرد. از باشگاه‌هایی که در آن بازی کرده‌است می‌توان به لوکوموتیو مسکو، اسپورتینگ، پورتو و کراسنودار اشاره کرد.
وی با تیم ملی فوتبال روسیه در جام جهانی فوتبال ۲۰۰۲ و دو جام ملت‌های اروپا شرکت کرد و توانست ۳۵ بازی در طول ۱۱ سال برای این تیم انجام دهد.

## افتخارات

### باشگاهی
لوکوموتیو
- لیگ برتر فوتبال روسیه: ۲۰۰۲، ۲۰۰۴
- جام حذفی فوتبال روسیه: ۰۱–۲۰۰۰، ۰۷–۲۰۰۶
- سوپر جام فوتبال روسیه: ۲۰۰۳، ۲۰۰۵

اسپورتینگ
- جام حذفی فوتبال پرتغال: ۰۸–۲۰۰۷ ; نایب قهرمان ۱۲–۲۰۱۱
- سوپر جام فوتبال پرتغال: ۲۰۰۷، ۲۰۰۸

پورتو
- لیگ برتر فوتبال پرتغال: ۱۳–۲۰۱۲

قبله
- جام حذفی فوتبال جمهوری آذربایجان: نایب قهرمان ۱۴–۲۰۱۳

### فردی
- لیگ برتر فوتبال روسیه: بهترین بازیکن جوان ۲۰۱۱